# Moor-Hallimasch
Der Moor-Hallimasch (Desarmillaria ectypa) ist eine biolumineszente Pilzart aus der Familie Physalacriaceae. Ebenso wie der Ringlose Hallimasch (Desarmillaria tabescens) weist der Moor-Hallimasch keinen Ring am Stiel auf; beide Arten wurden ehemals zu den Hallimaschen (Armillaria) gezählt, 2017 jedoch in die Gattung Desarmillaria überführt.

## Beschreibung
Der Hut kann einen Durchmesser von bis zu 10 cm erreichen, ist zunächst konvex und wird mit zunehmendem Alter flacher. Die Hutmitte ist feinschuppig, dunkelbraun gefärbt und im Alter bisweilen mittig vertieft. Der Hutrand ist heller gelblichbraun, leicht gebogen und oft gerieft, da die Lamellenstruktur durch die dünne Huttrama hindurch sichtbar ist. Die recht schmalen Lamellen laufen am Stiel herab und sind anfangs weißlich, mit zunehmendem Alter nehmen sie eine dunklere, creme-, bis rosabräunliche Färbung an. Der ähnlich wie der Hut gefärbte Stiel ist bis zu 10 cm hoch, zylindrisch und an der Basis leicht keulig verdickt. Die Art bildet keine Rhizomorphen aus. Sowohl Myzel, als auch Fruchtkörper sind biolumineszent, wobei das Licht lampenschirmartig ausstrahlt und an den Lamellen am hellsten ist. Der Sporenpulverabdruck ist weiß.

## Ökologie und Verbreitung
Die typischen Lebensräume des Moor-Hallimaschs sind wassergesättigte Standorte, Hochmoore, Torfmoore und alkalische Niedermoore mit Torfmoosen, Seggen, Wollgras und Schilf.
Der Moor-Hallimasch ist in den borealen und montanen Gebieten Eurasiens verbreitet. In Europa wurde er in Österreich, der Schweiz, der Tschechischen Republik, Dänemark, Schweden, Finnland, Frankreich, Deutschland, Polen, auf den Britischen Inseln, in den Niederlanden, Russland und der Slowakei nachgewiesen. In Asien wurde er in China, Japan und der Türkei nachgewiesen. In seinem gesamten Verbreitungsgebiet ist er selten anzutreffen.

## Bestand und Gefährdung
Auf der Roten Liste der Großpilze Deutschlands ist die Art unter Gefährdungskategorie 1 (vom Aussterben bedroht) aufgeführt; die Bestände der ohnehin sehr seltenen Art nehmen weiter ab. Zudem ist der Moor-Hallimasch eine Verantwortungsart mit einer Verantwortlichkeit Deutschlands in besonders hohem Maße, da ein hoher Anteil der Weltpopulation in Deutschland lebt. In der Schweiz gilt die Art als regional ausgestorben.
Auch global betrachtet nehmen die Bestände des Moor-Hallimaschs ab. Weltweit sind weniger als 75 Vorkommen der Art bekannt und die Gesamtzahl der Individuen wird auf 7500 geschätzt. Die Rote Liste gefährdeter Arten stuft die Art als potentiell gefährdet (NT) ein.